# Black Army
Black Army var en bande, som opstod i Odense-bydelen Vollsmose i 2013 og havde Mohammed Daabas fra Daabas-klanen som leder. Banden havde afdelinger i Odense, Næstved, Herning og Aarhus og talte ca. 500 medlemmer på landsplan i 2016. Banden opløste sig selv i oktober 2017.
Black Army stod angiveligt bag en episode i slutningen af marts 2017, hvor de udviste truende adfærd over for Odenses borgmester, Peter Rahbæk Juel (S), der som konsekvens i en periode havde politibeskyttelse døgnet rundt. Medlemmerne af banden har været involveret i flere sager om afpresning, narkohandel og vold.